# 울산마이스터고등학교
울산마이스터고등학교(蔚山마이스터高等學校)는 대한민국 울산광역시 북구 효문동에 있는 공립 고등학교이다.

## 학교 연혁
- 1996년 2월 23일 : 울산정보통신고등학교 설립인가(정보통신과 6학급, 전자기계과 4학급 총 10학급)
- 1996년 3월 9일 : 개교(울산광역시 동구 방어동 1008번지)
- 1996년 3월 26일 : 특수목적고등학교 지정(전국 대상 신입생 모집)
- 2006년 2월 28일 : 학교 신축 이전(울산광역시 북구 효문동 34-1번지)
- 2009년 3월 19일 : 「기계 자동화」 산업수요맞춤형고등학교 지정
- 2010년 3월 1일 : 울산마이스터고등학교로 교명 변경
- 2024년 12월 18일 : 제27회 졸업식(3개과 105명, 총 7,027명)
- 2025년 3월 1일 : 제9대 신승걸 교장 취임
- 2025년 3월 4일 : 2025학년도 제30회 입학식(3개과 109명)

## 설치 학과
- 정밀기계과
- 자동화시스템과
- 산업설비과
- 전기시스템제어과

## 참고 자료
- 울산마이스터고등학교 - 한국교육학술정보원 학교알리미